# 朱厚煌
金谿庄惠王朱厚煌（1504年—1550年12月23日），明朝益端王朱祐槟庶三子。
正德十一年（1516年）十月，明武宗遣英國公張崙、安鄉伯張坤、泰寧侯陳儒、清平伯吳傑、武平伯陳熹、通政使司右參議王萱、武靖伯趙弘澤、東寧伯焦洵、惠安伯張偉、永康侯徐源、寧陽侯陳繼祖、武進伯朱本、建平伯高霳、彰武伯楊質為正使，工科給事中翟瓒、行人司司正謝能繼、中書舍人張永齡、任鼐、鴻臚寺右寺丞吳淓、兵科給事中毛憲、周文熙、行人司行人華淳、太常寺寺丞朱天麟、中書舍人張天保、行人司行人王汝敬、中書舍人楊依澤、行人司行人呂律、禮部署員外郎主事侯綸、行人司行人鄧顯麒為副使，持節冊封朱厚煌為金谿王。
嘉靖二十九年（1550年）十一月，朱厚煌薨，按例治喪葬，谥庄惠。
嘉靖三十三年（1554年）四月，朱厚煌的庶长子镇国将军朱载㙾袭封。

## 家庭
- 原配氏
- 继配傅氏[6]